# Nieste (rivière)
Pour les articles homonymes, voir Nieste.
La Nieste est une rivière allemande qui se jette dans la Fulda près de la ville de Cassel. Elle prend sa source dans le Gutsbezirk Kaufunger Wald (de) à un kilomètre au nord de la ville de Großalmerode et traverse les territoires des communes de Staufenberg (en Basse-Saxe), Nieste et Niestetal (en Hesse).